# Dombré (Burkina Faso)
Pour les articles homonymes, voir Dombré.
Dombré est une localité située dans le département de Namissiguima de la province du Yatenga dans la région Nord au Burkina Faso.

## Économie
L'agro-pastoralisme est l'activité économique principale de Dombré qui profite de l'adduction en eau du lac du barrage de Guitti pour l'irrigation. Le barrage a été réhabilité en 2019 ce qui a entrainé une expansion de son périmètre et l'expropriation (avec indemnisation) de quelques petits exploitants agricoles de Dombré qui possédaient des terres sur son pourtour.

## Santé et éducation
Le centre de soins le plus proche de Dombré est le centre de santé et de promotion sociale (CSPS) de Namissiguima tandis que le centre hospitalier régional (CHR) se trouve à Ouahigouya.
Le village possède une école primaire publique.